# 2059 Бабоківарі
2059 Бабоківарі (2059 Baboquivari) — астероїд групи Амура.
Названо на честь священної гори індіанського племені папаго, на території якого розташована обсерваторія.
Тіссеранів параметр щодо Юпітера — 3,154.